# Malé Trakany
Malé Trakany (Hongaars: Kistárkány) is een Slowaakse gemeente in de regio Košice, en maakt deel uit van het district Trebišov.
Malé Trakany telt 1.202 inwoners.